# Note su Adolph Wagner
Note su Adolph Wagner (in tedesco Anmerkungen zu Adolf Wagner), è un testo scritto da Karl Marx tra il 1879 e il gennaio 1881. In esso Marx critica parti dell'ideologia dell'economia politica di Adolph Wagner. Pubblicato per la prima volta a Leningrado nel 1930.
Karl Marx critica Adolph Wagner per la sua concezione socio-giuridica criticandolo anche per il motivo, di essere in accordo con Johann Karl Rodbertus, Oskar Lange e Albert Schäffle.